# 愛を知る
「愛を知る」（あいをしる）は、日本の女性アイドルグループ・ラストアイドルの楽曲。作詞は秋元康、作曲はバグベアが担当した。2020年4月15日にラストアイドルの8作目のシングルとしてユニバーサルミュージック（Virgin Music）から発売された。楽曲のセンターポジションは阿部菜々実が務めた。

## 背景とリリース
ラストアイドルにおいて初めて選抜制が採用され、選抜メンバーは、テレビ朝日「ラスアイ、よろしく!」内で行われた立候補制のオーディションバトルで上位にランクインした18人。オーディションバトルは、ダンス、歌唱、一言パフォーマンスの3項目を総合して審査され、オーディション結果順位＝立ち位置順となっている。
YM盤、YJ盤、PB盤、ラスアイ盤、WEB盤の5形態でのリリース。
ラストアイドルは本曲で「ミュージックフェア」「バズリズム02」「プレミアMelodiX!」「ミュージックステーション夏の三時間半スペシャル」に出演した。

## プロモーション

### 週刊誌三誌連動グラビアバトル企画
「週刊ヤングマガジン」「週刊ヤングジャンプ」「週刊プレイボーイ」各誌の編集部がドラフト形式でそれぞれ5名のメンバーを選抜し、オリジナルユニットを構成。初回限定盤3形態「YM盤（ヤンマガ選抜）」、「YJ盤（ヤンジャン選抜）」、「PB盤（週プレ選抜）」に各ユニットそれぞれの楽曲を収録、形態ごとのCD売上枚数を競うバトルが開催された。
その結果、1位：ヤンマガ選抜、2位：ヤンジャン選抜、3位：週プレ選抜となった。ヤンマガ選抜メンバーは、勝利したご褒美として、テレビ朝日系「ラストアイドル 〜ラスアイ、よろしく〜」冠回の放送、CSテレ朝チャンネルでの冠特番の放送、各週刊誌3誌のグラビアジャック（スペシャルグラビア、撮り下ろしポスター、裏表紙）が与えられることとなった。

## アートワーク
| YM盤       | 阿部菜々実、長月翠、間島和奏、安田愛里               |
| YJ盤       | 大森莉緒、山本愛梨、西村歩乃果、小澤愛実、町田穂花   |
| PB盤       | 岡村茉奈、籾山ひめり、畑美紗起、篠原望               |
| ラスアイ盤 | 松本ももな、奥村優希、米田みいな、大場結女、白石真菜 |
| WEB盤      | 8th選抜メンバー                                      |

YM盤、YJ盤、PB盤、ラスアイ盤についてはこの順に左から並べると8th選抜メンバー18人が立ち位置順に走る1枚の絵になるように構成されている。

## ミュージック・ビデオ
愛を知る
学校中をメンバーが駆け回り、障害物を飛んだり、階段の手すりを滑ったりと疾走感と青春感が溢れる映像に仕上がっている。後半のライブシーンではカット割も次から次へと変わって、楽しそうにパフォーマンスするメンバーが映し出されている。振付はakane、監督は高橋栄樹が担当した。

## メディアでの使用
愛を知る
ルーデル ドラゴンエッグ CMソング（2020年4月）。

## シングル収録トラック

### YM盤
| #  | タイトル                                   | 作詞   | 作曲         | 編曲           | 時間 |
| -- | ------------------------------------------ | ------ | ------------ | -------------- | ---- |
| 1. | 「愛を知る」                               | 秋元康 | バグベア     | 野中"まさ"雄一 | 4:12 |
| 2. | 「壁は続く」                               | 秋元康 | 井上トモノリ | 大沢圭         | 4:18 |
| 3. | 「どれくらい好きになれば」                 | 秋元康 | 藤田卓也     | 藤田卓也       | 4:09 |
| 4. | 「愛を知る（Instrumental）」               |        | バグベア     | 野中"まさ"雄一 |      |
| 5. | 「壁は続く（Instrumental）」               |        | 井上トモノリ | 大沢圭         |      |
| 6. | 「どれくらい好きになれば（Instrumental）」 |        | 藤田卓也     | 藤田卓也       |      |

| #  | タイトル                                      | 作詞 | 作曲・編曲 | 監督     | 時間 |
| -- | --------------------------------------------- | ---- | ---------- | -------- | ---- |
| 1. | 「愛を知る ミュージックビデオ」               |      |            | 高橋栄樹 | 4:28 |
| 2. | 「どれくらい好きになれば ミュージックビデオ」 |      |            | 中村太洸 |      |

### YJ盤
| #  | タイトル                         | 作詞   | 作曲         | 編曲           | 時間 |
| -- | -------------------------------- | ------ | ------------ | -------------- | ---- |
| 1. | 「愛を知る」                     | 秋元康 | バグベア     | 野中"まさ"雄一 | 4:12 |
| 2. | 「壁は続く」                     | 秋元康 | 井上トモノリ | 大沢圭         | 4:18 |
| 3. | 「最後の選択肢」                 | 秋元康 | Saqui        | Saqui          | 4:31 |
| 4. | 「愛を知る（Instrumental）」     |        | バグベア     | 野中"まさ"雄一 |      |
| 5. | 「壁は続く（Instrumental）」     |        | 井上トモノリ | 大沢圭         |      |
| 6. | 「最後の選択肢（Instrumental）」 |        | Saqui        | Saqui          |      |

| #  | タイトル                            | 作詞 | 作曲・編曲 | 監督     | 時間 |
| -- | ----------------------------------- | ---- | ---------- | -------- | ---- |
| 1. | 「愛を知る ミュージックビデオ」     |      |            | 高橋栄樹 | 4:28 |
| 2. | 「最後の選択肢 ミュージックビデオ」 |      |            | 稲垣理美 |      |

### PB盤
| #  | タイトル                     | 作詞   | 作曲         | 編曲           | 時間 |
| -- | ---------------------------- | ------ | ------------ | -------------- | ---- |
| 1. | 「愛を知る」                 | 秋元康 | バグベア     | 野中"まさ"雄一 | 4:12 |
| 2. | 「壁は続く」                 | 秋元康 | 井上トモノリ | 大沢圭         | 4:18 |
| 3. | 「期待値0」                  | 秋元康 | 木下めろん   | 三谷秀甫       | 3:45 |
| 4. | 「愛を知る（Instrumental）」 |        | バグベア     | 野中"まさ"雄一 |      |
| 5. | 「壁は続く（Instrumental）」 |        | 井上トモノリ | 大沢圭         |      |
| 6. | 「期待値0（Instrumental）」  |        | 木下めろん   | 三谷秀甫       |      |

| #  | タイトル                        | 作詞 | 作曲・編曲 | 監督     | 時間 |
| -- | ------------------------------- | ---- | ---------- | -------- | ---- |
| 1. | 「愛を知る ミュージックビデオ」 |      |            | 高橋栄樹 | 4:28 |
| 2. | 「期待値0 ミュージックビデオ」  |      |            | 田村啓介 |      |

### ラスアイ盤
| #  | タイトル                     | 作詞   | 作曲         | 編曲           | 時間 |
| -- | ---------------------------- | ------ | ------------ | -------------- | ---- |
| 1. | 「愛を知る」                 | 秋元康 | バグベア     | 野中"まさ"雄一 | 4:12 |
| 2. | 「壁は続く」                 | 秋元康 | 井上トモノリ | 大沢圭         | 4:18 |
| 3. | 「愛を知る（Instrumental）」 |        | バグベア     | 野中"まさ"雄一 |      |
| 4. | 「壁は続く（Instrumental）」 |        | 井上トモノリ | 大沢圭         |      |

### WEB盤
| #  | タイトル                     | 作詞   | 作曲         | 編曲           | 時間 |
| -- | ---------------------------- | ------ | ------------ | -------------- | ---- |
| 1. | 「愛を知る」                 | 秋元康 | バグベア     | 野中"まさ"雄一 | 4:12 |
| 2. | 「壁は続く」                 | 秋元康 | 井上トモノリ | 大沢圭         | 4:18 |
| 3. | 「愛を知る（Instrumental）」 |        | バグベア     | 野中"まさ"雄一 |      |
| 4. | 「壁は続く（Instrumental）」 |        | 井上トモノリ | 大沢圭         |      |

## 歌唱メンバー

### 愛を知る
（センター：阿部菜々実）
- 阿部菜々実、長月翠、間島和奏、安田愛里、大森莉緒、山本愛梨、西村歩乃果、小澤愛実、町田穂花、岡村茉奈、籾山ひめり、畑美紗起、篠原望、松本ももな、奥村優希、米田みいな、大場結女、白石真菜

### 壁は続く
（センター：朝日花奈）
- 鈴木遥夏、相澤瑠香、朝日花奈、池松愛理、猪子れいあ、木村美咲、中村守里、橋本桃呼、水野舞菜、佐佐木一心、山本琉愛、下間花梨、栗田麻央、岩間妃南子、宇田川桜夢、木﨑千聖、久保田沙矢香、首藤百慧、高木美穂、高橋みのり、髙橋美海、宮田有萌[14]

### どれくらい好きになれば
（センター：西村歩乃果）
ヤンマガ選抜
- 西村歩乃果、阿部菜々実、籾山ひめり、大場結女、池松愛理[15]

### 最後の選択肢
（センター：篠原望）
ヤンジャン選抜
- 篠原望、畑美紗起、奥村優希、高橋みのり、岡村茉奈[15]

### 期待値0
（センター：長月翠）
週プレ選抜
- 長月翠、松本ももな、山本愛梨、猪子れいあ、中村守里[15]